# ملعب دي مير
ملعب دي مير (بالهولندية: De Meer Stadion) (تنطق بالهولندية: [də ˈmeːr ˌstaːdijɔn]) هو الملعب السابق لنادي أياكس أمستردام. تم افتتاحه في عام 1934 نتيجة لكون الملعب السابق للنادي صغير للغاية. عند الانتهاء من البناء، كان بإمكان الملعب استيعاب 22.000 مفترجاً، وقد يصل إلى 29.500 متفرجاً كحد أقصى. خفضت متطلبات السلامة المتزايدة تدريجياً هذا العدد إلى 19.000.

## وصلات خارجية
- (بالهولندية) VoetbalStats
- english.ajax.nl - De Meer